# 霹靂大喇叭
《霹靂大喇叭》，是1986年上映的一部香港喜劇片，由陳欣健、劉觀偉執導，洪金寶監製，洪金寶、張學友、王祖賢、姜大衛主演，是張學友出演的第一部電影。該片四年後（1990年）翻拍成由周星馳、董驃、馮淬帆主演的《師兄撞鬼》。

## 劇情
陳文俊（綽號大喇叭）（洪金寶 飾）是一個膽小的警員，寧願在警察銀樂隊裡演奏，也不願參與任何真正的警察工作。 轄區內功勳卓越的警長周時勁（姜大衛 飾）決定使用大喇叭進行臥底行動，但該行動出現了災難性的錯誤以致勁Sir被殺，大喇叭在他死前答應為他報仇，但並不真的願意遵守他的承諾，直到勁Sir的鬼魂回來搔擾他，干涉他的工作和私人生活。 後來，在熱情的新手警察張定其（張學友 飾）和勁Sir鬼魂的幫助下，大喇叭漸漸成為一個有為的警員。

## 演員表
| 演員   | 角色              |
| 洪金寶 | 陳文俊 大喇叭     |
| 張學友 | 張定其 張仔 34567 |
| 王祖賢 | Joan              |
| 姜大衛 | 周時勁 勁Sir      |
| 馮淬帆 |                   |
| 秦沛   |                   |
| 葉榮祖 | Joan之父          |
| 張沖   | 沖哥              |
| 胡楓   | 阿修              |
| 太保   |                   |
| 林正英 |                   |

## 外部連結
- 香港影庫上《霹靂大喇叭》的資料（繁體中文）
- 互联网电影数据库（IMDb）上《霹靂大喇叭》的资料（英文）